# 考库奇
考库奇，是匈牙利佩斯州所辖的一个村。总面积21.80平方公里，总人口2715，人口密度124.5人/平方公里（2011年1月1日）。